# Андаманське море — Пілок
Андаманське море — Пілок — система трубопроводів, створена для подачі блакитного палива із офшорних родовищ, що виявлені у м'янманському секторі Андаманського моря, до Таїланду.
Створення системи почалось зі спорудження газопроводу від родовища Ядана, який став до ладу у 1998 році. Він має довжину 409 км, з яких на наземну ділянки до тайського кордону припадає лише 65 км. Офшорна частина виконана в діаметрі 900 мм, тоді як на суходолі використали труби діаметром 750 мм. Максимальна пропускна здатність цього трубопроводу становить 14,8 млн м3 на добу. Спорудження офшорної частини провели трубоукладальні судна "Castoro V" та "Semac 1".
В 1999 році ввели в експлуатацію газопровід від родовища Єтагун. Він має довжину 277 км та постійний діаметр у 600 мм. Наземна ділянка від виходу на берег до тайського кордону довжиною 67 км майже на всьому маршруті проходить паралельно з трубопроводом від Ядана.
Нарешті, в 2014-му почалась розробка родовища Завтіка, для видачі продукції якого спорудили трубопровід довжиною 296 км та діаметром 700 мм. Наземна частина становить 66 км та прямує в цілому паралельно трубопроводам від Ядани та Єтагуна. Є відомості, що в цьому випадку над офшорною ділянкою працювало трубоукладальне судно "Lan Jing".
Після перетину таїландського кордону ресурс передається до газопроводу Пілок – Ратчабурі.
Частина блакиного палива спрямовується внутрішнім споживачам М'янми по трубопроводу Канбаук – Міянггалай – Янгон, який починається поблизу від виходу газопроводів на узбережжя.